# Władimir Zieldin
Władimir Michajłowicz Zieldin (ros. Влади́мир Миха́йлович Зе́льдин, ur. 10 lutego 1915, zm. 31 października 2016) – radziecki i rosyjski aktor filmowy i teatralny.

## Życiorys
Od 1920 mieszkał z rodziną w Twerze, a od 1924 w Moskwie. W wieku 12 lat próbował wstąpić do szkoły choreograficznej Teatru Bolszoj (obecnie Moskiewska Państwowa Akademia Choreografii), jednak za namową ojca został muzykiem. Kilka lat później próbował wstąpić do marynarki wojennej, jednak nie został przyjęty z powodu słabego wzroku. Po ukończeniu szkoły został czeladnikiem ślusarza w fabryce, jednak na początku lat 30. szkolił się na kursach przy Teatrze Rady Moskiewskiej, które ukończył w 1935. Od 1938 występował w moskiewskim Teatrze Transportowym (obecnie Moskiewski Teatr Dramatyczny im. Gogola), a w 1940 został zaangażowany przez reżysera Iwana Pyrjewa do roli pastucha w filmie Świniarka i pastuch.
Spoczywa pochowany na Cmentarzu Nowodziewiczym w Moskwie.

## Wybrana filmografia
- 1970: Wujaszek Wania jako profesor Aleksandr Władimirowicz Sieriebriakow
- 1941: Świniarka i pastuch jako pastuch

## Nagrody i odznaczenia
- Order „Za zasługi dla Ojczyzny” I klasy (20 stycznia 2015)[5]
- Order „Za zasługi dla Ojczyzny” II klasy (10 lutego 2010)[6]
- Order „Za zasługi dla Ojczyzny” III klasy (10 lutego 2005)[7]
- Order „Za zasługi dla Ojczyzny” IV klasy (10 lutego 2000)[8]
- Order Przyjaźni (1995)
- Order Czerwonego Sztandaru Pracy (trzykrotnie, 1947, 1968 i 1980)
- Nagroda Stalinowska II stopnia (1951)
- Order Czerwonej Gwiazdy
- Medal „Za ofiarną pracę w Wielkiej Wojnie Ojczyźnianej 1941–1945”
- Medal 100-lecia urodzin Lenina
- Medal 800-lecia Moskwy (1947)

I inne.